# The Feeding of the 5000
The Feeding of the 5000 is het eerste album van de Britse punkgroep Crass. Het werd opgenomen in het najaar van 1978. Hoewel Crass nooit een grote schare fans had, bracht deze plaat wel een groep trouwe fans, vanwege de opvallende teksten en anarchistische inslag van hun ideologie.
De plaat werd uitgebracht toen Pete Stennett, de eigenaar van Small Wonder Records, de band had gehoord. Hij was onder de indruk, en besloot om een 12" met 18 nummers uit te brengen, in plaats van een single, zoals gebruikelijk was. Er waren echter direct problemen, omdat medewerkers van de Ierse perserij waar de LP werd gedrukt, weigerden om de plaat te persen, vanwege de blasfemie op het openingsnummer Reality Asylum. Uiteindelijk werd de plaat uitgebracht waarbij het nummer was vervangen door twee minuten stilte, en ironisch de naam The Sound of Free Speech kreeg. Dit incident deed Crass gelijk besluiten een eigen platenlabel te beginnen (Crass Records) zodat ze volledige controle over het hele proces hadden. Hierdoor werd Reality Asylum korte tijd later als 7" uitgebracht.

## Uitgave
In eerste instantie werden er 5000 exemplaren van de LP geperst, om te verkopen bij concerten en bij de alternatieve platenhandel. Na deze 5000 exemplaren zijn er nog vele extra verkocht op het eigen label Crass Records, en later ook op CD. Op deze uitgave is wel weer het nummer Reality Asylum te horen.

## Stijl
De stijl van de eerste plaat is in wezen niet veel anders dan het overige werk van Crass. Enigszins militaristisch aandoende, strakke ritmes, strakke zanglijnen, waarbij de instrumenten meer als geluidsbron dan als muziekinstrument worden gebruikt.

## Tracklist
Kant 1
1. "Asylum"
2. "Do They Owe Us A Living?"
3. "End Result"
4. "They've Got A Bomb"
5. "Punk Is Dead"
6. "Reject Of Society"
7. "General Bacardi"
8. "Banned From The Roxy"
9. "G's Song"

Kant 2
1. "Fight War, Not Wars"
2. "Women"
3. "Securicor"
4. "Sucks"
5. "You Pay"
6. "Angels"
7. "What A Shame"
8. "So What"
9. "Well?....Do They?"

## Personnel
- Crass - Producer
- Joy De Vivre - Zang
- Phil Free - Gitaar, Achtergrondstem
- G - Artwork
- Eve Libertine - Zang
- John Loder - Engineer
- N.A. Palmer - Gitaar (Rhythm), Achtergrondstem
- Penny Rimbaud- Slagwerk, Radio
- Pete Wright - Bas, Zang
- Steve Ignorant - Zang